# Беньдзюга
Беньдзюга (пол. Bieńdziuga) — село в Польщі, у гміні Міхалово Білостоцького повіту Підляського воєводства.
Населення — 60 осіб (2011).
У 1975-1998 роках село належало до Білостоцького воєводства.

## Демографія
Демографічна структура станом на 31 березня 2011 року:
|          | Загалом | Допрацездатний вік | Працездатний вік | Постпрацездатний вік |
| -------- | ------- | ------------------ | ---------------- | -------------------- |
| Чоловіки | 30      | 3                  | 18               | 9                    |
| Жінки    | 30      | 3                  | 4                | 23                   |
| Разом    | 60      | 6                  | 22               | 32                   |